# Rondón (Colombia)
Rondón è un comune della Colombia facente parte del dipartimento di Boyacá.
Il centro abitato venne fondato da Pedro González nel 1846, mentre l'istituzione del comune è del 30 giugno 1904.